# NGC 5939
NGC 5939 é uma galáxia espiral (Sbc) localizada na direcção da constelação de Ursa Minor. Possui uma declinação de +68° 43' 47" e uma ascensão recta de 15 horas, 24 minutos e 45,8 segundos.
A galáxia NGC 5939 foi descoberta em 11 de Julho de 1883 por Lewis A. Swift.